# Баязід I Блискавичний

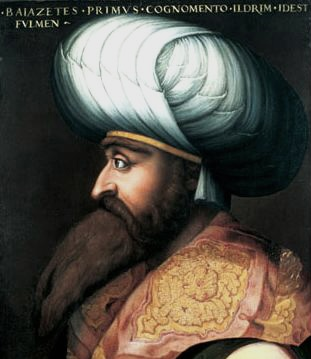

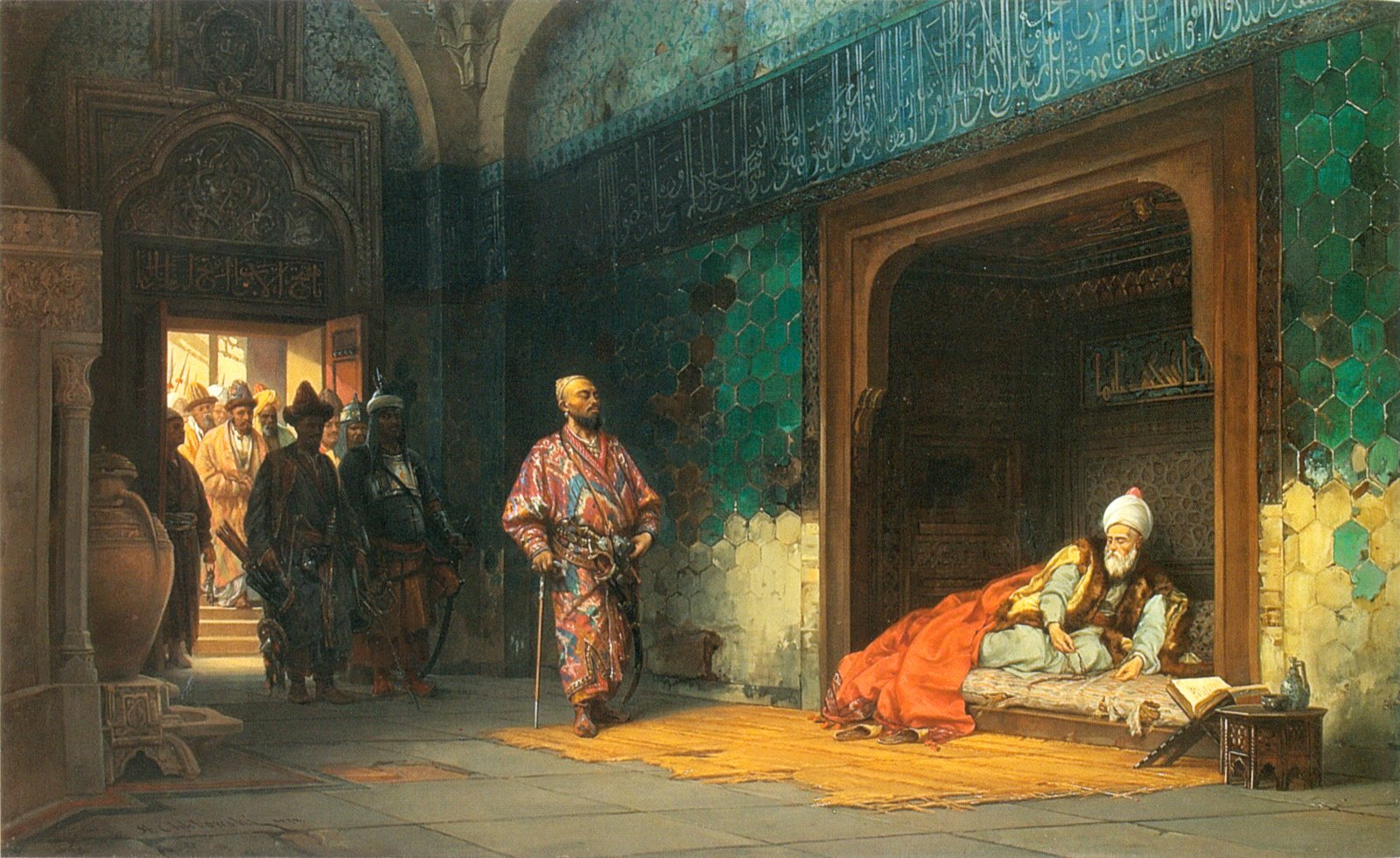
У полоні Тимура

Баязи́д I Блискави́чний (Їлдири́м) (осман. بايزيد اول, трансліт. Bâyezid-i evvel, тур. Birinci Bayezid, Yıldırım Bayezid; (1360-1403) — султан Османської імперії та військовик, який захопив значні території на Балканському півострові та в Анатолії.

## Біографія

### Молодість
Був сином султана Мурада I (1359-1389). Народився в Едірне, тодішній столиці Османської імперії, потім навчався у Бурсі. Після цього Мурад I призначив його пашею провінції Кутайя.
Відомим став завдяки участі у битві на Косовому полі (28 червня 1389). Після загибелі батька він очолив османські війська та вщент знищив об'єднані сили Сербії та Боснії. Водночас стратив можливого суперника за владу — брата Якуба.

### Правління
Після того, як став султаном, він одружився з Деспіні, доньці Лазара Сербського, і цим набув формальне право втручатися у розв'язання династичних питань у Сербії, коли Стефан, син Лазара, помер без спадкоємців у 1390.
Також його зусилля були спрямовані на зміцнення влади у Малій Азії. Так, одружився з Хафсі-хатун, доньці Іса-бея, володаря бейлика Айдин. До того ж надалі одружувався з сестрами й доньками володарів бейликів Герміян, Сарухан, Дулкадир. Завдяки цьому за невеликий час він підкорив усю західну частину Малої Азії, а інші османські бейлики визнали васальну залежність від Османської імперії.
У 1393 році узяв Тирново (він задушив болгарського царя Івана Шишмана, син якого врятувався від загибелі прийняттям ісламу), завоював усю Болгарію, підкорив Македонію та Фессалію та проник до Північної Греції. Проте захопити Волощину йому не вдалося — 10 жовтня 1394 володар Волощини Мірча I Старий завдав поразки османській армії у битві при Ровіні.
У 1394 розпочав війну проти Візантійської імперії, спробував захопити Константинополь, але невдало.
Зважаючи на посилення Османської імперії та загрозу для країн Європи, було організовано хрестовий похід проти Баязида I. У військовому поході взяли участь сили Угорщини, Богемії, князів Священної Римської імперії, Бургундії, Франції.
25 вересня 1396 поблизу Нікополя у Болгарії відбулася вирішальна битва між об'єднаними силами європейських володарів та військом Баязида I. Скориставшися неузгодженими діями членів коаліції, Баязид завдав їм нищівної поразки, багато з очільників хрестоносців потрапили у полон до османів. За швидкість дій та захоплення значних територій Баязида стали називати Блискавичним.
У 1397 підкорив Середню Грецію, зокрема герцогство Афінське.

### Останні роки
У 1400 розпочав нову війну проти Візантійської імперії. Майже рік він тримав в облозі Константинополь, проте без сильного флоту не зміг його захопити. Водночас проти нього виступив ще один сильний володар Азії — Тимур. Їхні інтереси стикнулися в міру просування обох володарів — Баязида на схід, а Тамерлана — на захід. З армією у 140 000 вояків Тимур вдерся у східну частину Малої Азії у 1401. Назустріч йому з Балканського півострова з військовою потугою у 85 000 вояків висунувся Баязид.
Вирішальна Ангорська битва відбулася 20 липня 1402 при Анкарі. Скориставшися помилками Баязида (він вступив у бій, не давши відпочити своїм військам), зрадою володарів бейликів, які стояли у перших шеренгах османського війська, Тамерлан повністю знищив війська ворога. Баязид I та його син Сулейман потрапили у полон, уся Мала Азія була втрачена. Тривалий час Тимур возив з собою Баязида, демонструючи йому руйнування Османської імперії. Врешті-решт у місті Акшехірі 8 березня 1403 Баязид помирає. Навколо його смерті досі багато суперечок та загадок. Одні вважають, що він помер через психічне виснаження, викликане перебуванням у полоні, інші — що він помер від прогресуючого ревматизму, бронхіту та малярії, треті ж припускають, що Баязид отруївся.
Через поразку в Ангорській битві над державою Османів нависла загроза розпаду. Почалася громадянська війна, що тривала 11 років. Три сини Баязида — Емір Сулейман, Муса Челебі та Мехмед Челебі — боролися один з одним за трон. Переможцем виявився Мехмед Челебі — він знову об'єднав Османську імперію, і в 1413 період міжцарства завершився.